# Uramba Bahía Málaga National Natural Park
Uramba Bahía Málaga National Natural Park är en park i Colombia. Den ligger i den västra delen av landet, 400 km väster om huvudstaden Bogotá.
Terrängen runt Uramba Bahía Málaga National Natural Park är platt. Havet är nära Uramba Bahía Málaga National Natural Park åt nordväst. Runt Uramba Bahía Málaga National Natural Park är det ganska glesbefolkat, med 47 invånare per kvadratkilometer. Det finns inga samhällen i närheten. I omgivningarna runt Uramba Bahía Málaga National Natural Park växer i huvudsak städsegrön lövskog.